# 아르메니아 소비에트 사회주의 공화국의 국기

아르메니아 소비에트 사회주의 공화국의 국기

아르메니아 소비에트 사회주의 공화국의 국기 (뒷면)

아르메니아 소비에트 사회주의 공화국의 국기는 1952년에 제정되어 1991년까지 사용되었다.
빨간색 바탕 가운데에는 파란색 가로 줄무늬가 그려져 있으며, 깃대 왼쪽 상단에는 노란색 별과 낫과 망치가 그려져 있다.

## 이전 국기

아르메니아 소비에트 사회주의 공화국의 국기 (1922년-1936년)
아르메니아 소비에트 사회주의 공화국의 국기 (1936년-1940년)
아르메니아 소비에트 사회주의 공화국의 국기 (1940년-1952년)

## 같이 보기
- 소련의 국기
- 소련의 공화국의 국기
- 아르메니아의 국기